# El hombre que fue jueves
El hombre que fue jueves (en el original inglés: The Man Who Was Thursday: A Nightmare) es una novela de G. K. Chesterton, publicada en 1908.

## Contexto y filosofía
Aunque trata del anarquismo, la novela podría considerarse como una exploración, no necesariamente una refutación, de la filosofía anarquista; de hecho, podría tomarse como una especie de intento novelado de rebelión contra Dios y, como tal, estar basado en muchos aspectos del existencialismo o del nihilismo. Así y todo, como en casi todas las ficciones de Chesterton, es fácil hallar mucha alegoría cristiana. Chesterton, devoto cristiano protestante durante esta época (se unió a la Iglesia Católica alrededor de 15 años después), sufrió de depresión durante gran parte de su vida y reivindicó más tarde haber escrito este libro como una afirmación inusual de que la divinidad y la justicia estaban en el corazón de cada aspecto del mundo. Esperó que el libro sirviera como un aliento para sí mismo y para otros miembros de su familia que también tenían ciertas tendencias melancólicas.

## Resumen de la trama
En un Londres surrealista del cambio de siglo, el poeta Gabriel Syme es reclutado por una sección contra-anarquista de Scotland Yard. Lucian Gregory, un anarquista y único poeta en Saffron Park, tiene una airada discusión sobre el propósito de la poesía con Gabriel Syme, quien adopta una posición opuesta, además de no tomarlo en serio como anarquista. Después de algún tiempo, el frustrado Gregory lleva a Syme a una reunión anarquista local para mostrarle que sí es un auténtico anarquista. El capítulo local, por casualidad, tiene que elegir esa noche a quién les ha de representar en el Consejo Central de Anarquistas del mundo entero. En vez de elegir al anarquista Gregory, los asistentes de la reunión eligen al agente Syme, quien se vale de su ingenio para fingir ser él mismo anarquista y ganar los corazones de sus auditores después de un apasionado discurso. El Consejo mundial consta de siete hombres, cada uno con el nombre clave de cierto día de la semana. A Syme se le da el nombre de Jueves. En sus esfuerzos por desbaratar las intenciones del Consejo, sin embargo, Syme descubre que cinco de los otros seis miembros son también policías o detectives encubiertos; todos igual y misteriosamente empleados y asignados para derrotar al Consejo de los Días. Todos acaban por descubrir que luchan unos contra otros y no contra los anarquistas; tal era el plan del cerebro genial de Domingo, el presidente enigmático e imponente del Consejo. En una conclusión vertiginosa y bellamente surrealista los seis campeones del orden dan con el inquietante y caprichoso Domingo, el hombre que se hace llamar "La Paz de Dios". Domingo es en realidad el mismo hombre que reclutó a los demás "para luchar contra los anarquistas”, pero ninguno de los seis logró identificarle ya que los encuentros con cada uno de ellos tuvieron lugar en una oficina oscura. 
La novela plantea una estrategia muy inteligente que se basa en "ser el enemigo", cuyos planes se conocen de antemano. Pero Domingo va más allá, haciendo que todos los integrantes de la cúpula sean miembros de lo que él llama "la policía culta": personas inteligentes, preparadas, o artistas como poetas o actores.

## Detalles
En una interesante nota, los trajes que los anarquistas y detectives visten hacia el final de la novela representan lo que se creó su respectivo día. Domingo, "el sabbath y la paz de Dios", se sienta en el trono frente a ellos. Sus últimas palabras: "¿Podéis beber vosotros de la copa que bebo yo?" es la pregunta que Jesús hace a Santiago y a Juan en el "Evangelio de Marcos", capítulo 10, versículos 38-39, para retar su compromiso a convertirse en sus discípulos. El nombre de la chica a la que Syme ama, Rosamunda, viene de Rosa Mundi, "Rosa del Mundo" en latín, un título que se da a Cristo. Chesterton pudo haber concebido esto como una alusión directa.

## Gabriel Syme
El personaje de Gabriel Syme, el hombre que pretende destruir a Domingo porque está asustado de él y "un hombre nunca debe dejar en el universo nada que lo aterrorice", finalmente descubre que Domingo personifica todo aquello por lo que él mismo lucha. Lo que Syme relata sobre su propia educación coincide bastante con la propia educación de Chesterton; es, quizá, el más autobiográfico de todos los personajes de ficción de Chesterton.

## Anotaciones
Martin Gardner publicó El Jueves anotado, que proporciona una gran cantidad de información biográfica y contextual en forma de notas a pie de página, a lo largo del texto completo, reseñas originales de cuando se publicó el libro por primera vez y comentarios del propio Chesterton sobre el libro en diferentes épocas. Originalmente publicado por Ignatius Press, el libro está actualmente fuera de imprenta. Un edición menos anotada se realizó para la edición de la novela como parte de Las obras completas de G. K. Chesterton, también en Ignatius Press.

## Adaptación del Mercury Theatre
El 15 de septiembre de 1938 el Mercury Theatre representó y difundió por radio una adaptación algo recortada de la novela, escrita por Orson Welles, que era gran admirador de Chesterton. Esto fue casi dos meses antes de su famosa retransmisión de La guerra de los mundos. Aunque es fiel al original y una versión admirada por la mayoría de los seguidores de Chesterton, sus recortes la hacen más difícil de comprender, principalmente porque omite parte de las discusiones metafísicas y teológicas y trata los apartes fantasiosos y cómicos de manera demasiado dramática. Se omite el Capítulo 14 ("Los seis filósofos"), en el que se encuentra casi toda la especulación metafísica. Aquellos que no hayan leído la novela pueden encontrar la obra algo desconcertante.

## Apariciones en la cultura popular
El videojuego de computadora Deus Ex contiene ciertos extractos del libro, que pueden encontrarse en varios puntos del juego; los extractos siempre tienen alguna relación con la situación del jugador. Adicionalmente, un hombre encontrado en una clínica gratuita de Nueva York comenta a otra persona que está haciendo una escultura, a la que titulará El hombre que fue Jueves. Gabriel Syme, protagonista del libro, también figura en la lista de invitados del hotel en Hell's Kitchen.

## Citas célebres
- "Nadie tiene experiencia alguna de la batalla del Armagedón."
- "-Bien, realmente no conozco ninguna profesión en la que la buena voluntad sea el único requisito. -Yo sí. Los mártires. Lo estoy enviando a la muerte. Que pase buenos días." (El jefe de la policía a Syme)
- "¡Los tontos sentimentalismos de la Revolución francesa hablaban de los Derechos Humanos! Odiamos los derechos y los torcidos. Abolimos lo derecho y lo torcido" (Lucian Gregory).
- "Sé siempre cómico en la tragedia. ¿Qué se puede ser si no?" (Gabriel Syme).
- "Los modernos dicen que no debemos castigar a los herejes. La única duda que tengo es si tenemos derecho a castigar a alguien más" (Gabriel Syme).
- "Negamos la snob suposición inglesa de que la gente sin educación son peligrosos criminales. Recordamos a los emperadores romanos. Recordamos a los grandes príncipes envenenadores del Renacimiento. Decimos que el criminal más peligroso es el criminal cultivado. Decimos que el criminal más peligroso es el filósofo moderno totalmente carente de leyes. Comparado con este, los ladrones y los bígamos son gente esencialmente moral y mi corazón está con ellos" (el policía).
- "Como sabes, su muerte fue una autonegación tan fuerte como su vida, ya que murió por su fe en una mezcla higiénica de cal y agua como sustituto de la leche, sustancia que consideraba propia de bárbaros y que supone crueldad para con las vacas" (El camarada Buttons sobre el predecesor de Syme en el oficio de Jueves).
- "La aventura podrá ser una locura, pero el aventurero debe ser cuerdo" (Gabriel Syme).
- "Mi querida miss Gregory, hay muchas formas de sinceridad y de insinceridad. Cuando, por ejemplo, da usted gracias al que le acerca el salero, ¿piensa usted en lo que dice? No. Cuando dice usted que el mundo es redondo, ¿lo piensa usted? Tampoco. No es que deje de ser verdad, pero no lo está pensando. A veces, sin embargo, los hombres, como su hermano hace un instante, dicen algo en lo que realmente están pensando y entonces lo que dicen puede ser que sea una media, un tercio, un cuarto y hasta un décimo de verdad; pero el caso es que dicen más de lo que piensan, a fuerza de pensar realmente lo que dicen." (Gabriel Syme)
- "¿Quieren ustedes que les diga el secreto del mundo? Pues el secreto está en que sólo vemos las espaldas del mundo. Sólo lo vemos por detrás, por eso parece brutal. Eso no es un árbol, sino las espaldas de un árbol; aquello no es una nube, sino las espaldas de una nube. ¿No ven ustedes que todo está como volviéndose a otra parte y escondiendo la cara? ¡Si pudiéramos salirle al mundo por enfrente!..." (Gabriel Syme)